# 独立竞技俱乐部

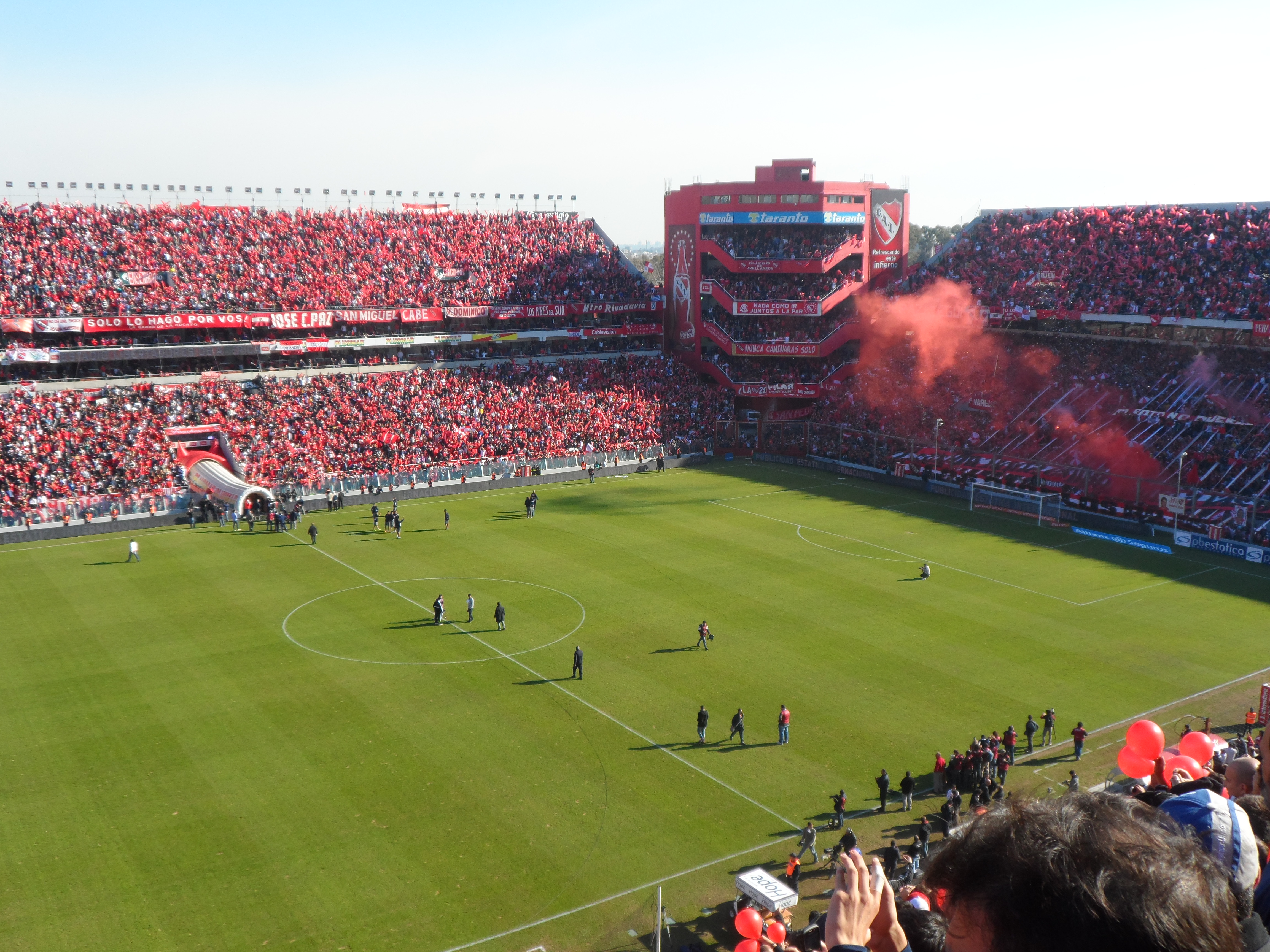

独立竞技俱乐部（Club Atlético Independiente），一般稱為獨立隊，是阿根廷著名的体育俱乐部，俱乐部同时拥有多支竞赛队，其中足球队最为出名。球队1905年建立，总部位于阿根廷东北部布宜诺斯艾利斯省的港口城市阿韋亞內達。
独立队无疑是一支非常成功的球队，他们赢得了14座阿根廷国内冠军锦标，这一成绩仅次于河床和博卡青年。球队还曾7次获得南美解放者杯冠军，其中还包括1972-1975年之间的4连冠，球队还3次赢得了美洲俱乐部杯和2次洲际杯的冠军。
自从1912年加入阿甲至2013年，独立队从未降级。但是在2013年6月15日，独立队负于阿尔马格罗圣洛伦索队后不幸降级。

## 历史

### 独立之日
1904年，布宜诺斯艾利斯一家名叫“前往伦敦（To the City of London）”的连锁店里，一伙小学徒工忿忿不平，原因是成年职工不愿与他们一起踢球。于是，这些年轻人开始争取踢球的自由。8月4日，这群热爱足球的年轻人们首次开会，并决定成立俱乐部。初始的8名成员全部是14至17岁的少年。
随后，越来越多年轻人加入俱乐部。曾有职业俱乐部想收编他们，他们说“不，我们要成立独立的俱乐部”。于是，俱乐部名字被定为“独立（Independiente）”。1905年1月1日，第一届代表大会召开，这天被定为俱乐部成立日。

### 光辉岁月

#### 从白到红
最初，独立队的球衣是白色的。1905年6月25日，英格兰的诺丁汉森林来到阿根廷进行访问比赛，当时独立队的俱乐部主席被诺丁汉森林的红色球衣深深吸引，决定球队从此将身穿红色球衣比赛，并一直延续至今。1912年阿甲扩军，独立受邀加入，不久便展露锋芒，夺取1922年的联赛冠军，不过那时联赛是业余性质的。在1926年独立又一次夺冠后球队逐渐陷入低谷。

#### 走向辉煌
1938年，独立在俱乐部史上进球最多的球员巴拉圭著名前锋阿辛尼奧·艾利高的帮助下夺得自己首个职业联赛冠军，则在1937、1938、1939年都射入了至少40个进球，独占这三年的联赛最佳射手荣誉。60年代，独立成为阿根廷一支不可忽视的力量，他们三夺联赛冠军。1964年，他们击败乌拉圭民族夺得阿根廷史上首个解放者杯冠军。1965年，他们又击败了乌拉圭的佩那罗尔足球俱乐部，蝉联南美自由杯冠军。

#### 全盛时期
70年代是独立的全盛时期。在1986年世界杯冠军队中场博奇尼的带领下，于70年代4夺联赛冠军，还在1972至1975年间分别击败秘鲁的体育大学、智利的科洛科洛、巴西的圣保罗、智利的西班牙人联队，完成了解放者杯四连冠这一几乎不可能重复的壮举。1973年，依靠博奇尼的进球，独立在在罗马奥林匹克球场1：0击败了尤文图斯，夺得独立史上首个洲际俱乐部杯冠军。1984年，已是老将的博奇尼再次带领球队第7次进入解放者杯决赛并击败了巴西的格雷米奥，夺得史上第7个解放者杯冠军，至此，独立队7次进入解放者杯决赛全部夺冠而回，这又是一个纪录。

#### 从头开始
1984年的洲际杯决赛，独立与来自英国的利物浦相遇。由于这是英国和阿根廷自1982年马岛战争以来，两国足球队的首次交锋，舆论界的广泛重视似乎也超出了足球的范畴。最终独立1：0力克利物浦，因而也得到阿根廷举国称赞，美名“国家骄傲”。洲际杯夺魁后，球队面临着主力队员流离的困境，独立队的成绩也不再如以往那么醒目。但顽强的意志和不懈的韧性是该队的传统，球队默默地从头再来。独立是阿根廷乃至整个南美洲的杯赛之王，他们至2004年为止共15次夺得各类国际俱乐部杯赛的冠军。

## 昵称
俱乐部的许多昵称都与球衣颜色——红色有关。如“红军（西班牙语：El Rojo，英语：The Red）”，“红魔（西班牙语：Los Diablos Rojos，英语：The Red Devils）”，也有一些是与球队荣誉相关的，比如“杯赛之王（西班牙语：Rey de Copas，英语：King of Cups）”，“国家骄傲（西班牙语：Orgullo Nacional，英语：National Pride）”。

## 竞争对手
除了与传统两强河床和博卡青年有过直接对抗的记录，球队总部与独立队总部相距不过百米的另一家俱乐部——競賽會（Racing Club），也一直是独立队的死敌。这两支球队之间的比赛也被称为阿韦亚内达德比。近一个世纪以来，阿韦亚内达同城德比一直是仅次于博卡、河床之争的阿根廷第二大德比。迄今为止独立队在交锋记录上占据上风。两队一旦交手，阿韦亚内达城内万人空巷。

## 球场
- 名字 - 美洲解放者（英语：Estadio Libertadores de América）
- 城市 - 阿韦亚内达
- 容量 - 52,823
- 建成时间 - 1928年
- 球场尺寸 - 105 x 68.5 m

美洲解放者球场是独立队的主场。这座球场1928年建成，可以容纳52,823名观众，其中27,863个坐席。

## 荣誉

### 业余
- 阿根廷业余联赛 (2)： 1922，1926

### 职业
- 阿根廷足球甲级联赛冠军 (14)
  - 阿根廷冠军赛（5）： 1938年，1939年，1948年，1960年，1963年；
  - 國家聯賽（3）： 1967年，1977年，1978年；
  - 大都會聯賽（3）： 1970年，1971年，1983年；
  - 歐洲式聯賽（1）： 1988/89年；
  - 春季聯賽（1）： 2002年；
  - 秋季聯賽（1）： 1994年；

- 南美自由盃（7）：1964，1965，1972，1973，1974，1975，1984

- 洲际杯（2）： 1973（英语：1973 Intercontinental Cup），1984

- 南美超級球會盃（2）： 1994年，1995年；

- 南美俱乐部金杯 （1）： 1995

- 美洲洲际杯（英语：Copa Interamericana） （3）： 1973，1974，1975

## 著名球员
| - 雷蒙多·奥尔西（1920-28，1935） - 埃里科（1934-46） - 埃米利奥·雷文（1937-41） - 比森特·德·拉·马塔（1937-50） - 鲁道夫·米切利（1952-57） - 何塞·巴拉卡(1952-60) - 劳尔·贝纳奥（1961-71） - 米格尔·安赫尔·桑托罗（1962-74） - 里卡多·博奇尼（1972-91） - 里卡多·朱斯蒂（1980-91） - 赫拉多·雷诺索（1983-87，1992） - 内斯托·克拉比奥托（1991-95） - 丹尼尔·加内罗（1991-95，1997-99，2000-01） - 巴勃罗·罗岑（1992-99） | - 罗贝托·阿库尼亚（1995-97） - 加夫列尔·米利托（1997-03，2011-） - 埃斯特万·坎比亚索（1998-01） - 迭戈·福尔兰（1998-02） - 马里亚诺·佩尔尼亚（2000-02） - 弗雷德里克·因苏亚（2002-03，2004-05） - 阿奎罗（2003-06） - 乌斯塔里（2005-07） - 德尼斯（2006-08） - 莱昂德罗·西奥达（2006-） |